# Buru
Buru é uma ilha da Indonésia com 9.505 km² e cerca de 100.000 habitantes, pertencente às ilhas Molucas. Fica situada a oeste de Ceram e de Amboíno (Ambão). Na sua costa nordeste fica a cidade e porto principal, Namlea. O Gunung Kaplamada, de 2700 m, é a sua montanha principal.
Sob a influência política dos governantes de Ternate nos séculos XV e XVI, desde 1658 pertenceu à Companhia Neerlandesa das Índias Orientais.
Tal como o resto das ilhas pertencentes às Molucas, Buru pertence à zona da Linha de Wallace, de grande interesse científico pela sua rica biodiversidade.